# پر یاکوبسون

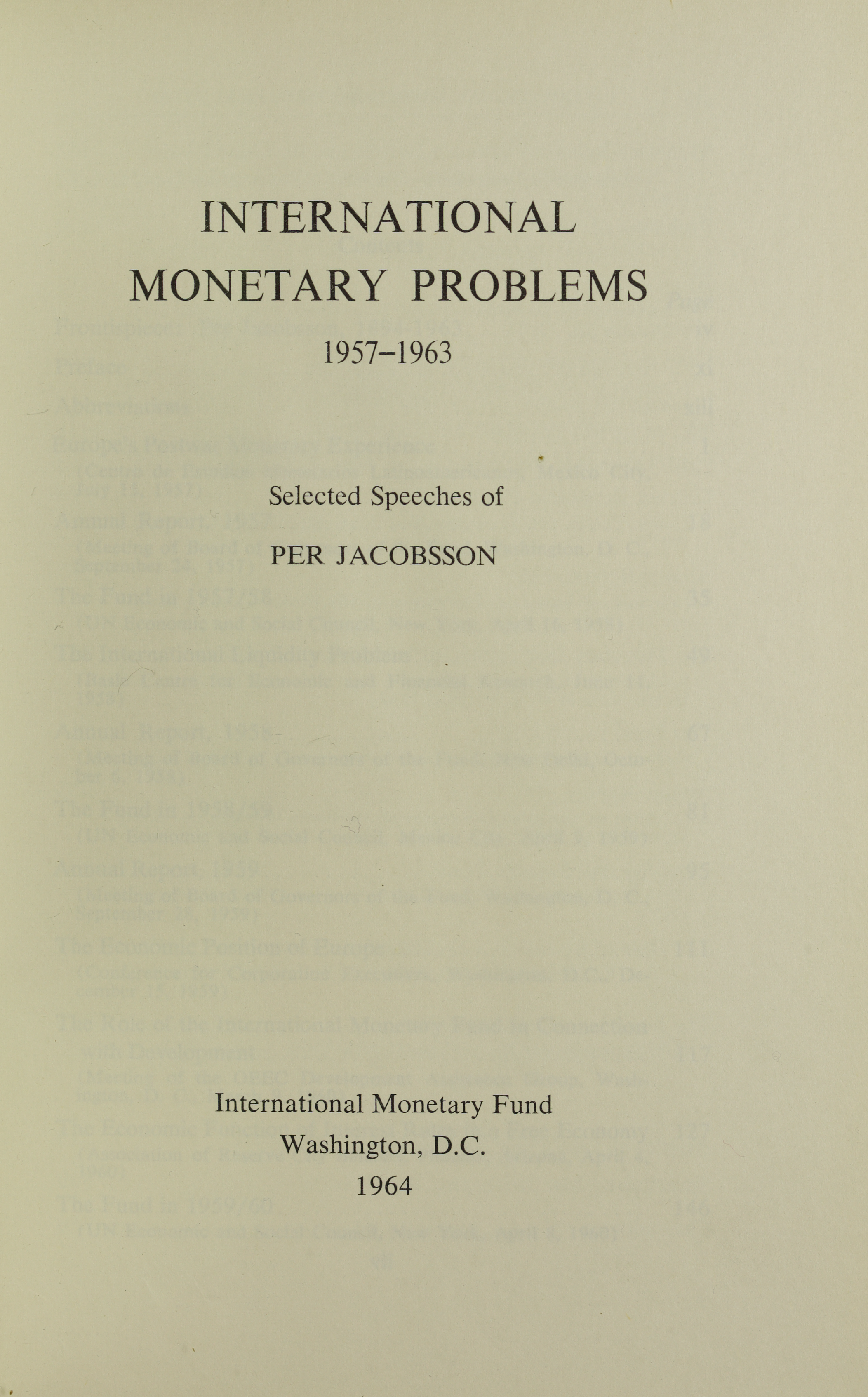

پر یاکوبسون (انگلیسی: Per Jacobsson; ۵ فوریهٔ ۱۸۹۴ – ۵ مهٔ ۱۹۶۳) سیاستمدار و اقتصاددان سوئدی بود که از ۲۱ نوامبر ۱۹۵۶ تا زمان مرگش در ۱۹۶۳ مدیرکل صندوق بین‌المللی پول بود. او در بخش تانوم، بوهوسلن متولد شد. مدرک حقوق و اقتصاد خود را از دانشگاه اوپسالا اخذ کرد. پر یاکوبسون از سال ۱۹۲۰ تا ۱۹۲۸ در جامعه ملل مشغول به کار شد و در سال ۱۹۳۱ به استخدام بانک تسویه حساب‌های بین‌المللی درآمد. در دسامبر ۱۹۵۶ مدیر عامل صندوق بین‌المللی پول شد، سمتی که تا زمان مرگش در ۵ مه ۱۹۶۳ حفظ کرد. پر یاکوبسون در بخش سوئدی گورستان بروکوود به خاک سپرده شد.
دختر یاکوبسون، مویرا، هنرمند، با راجر بنیستر ورزشکار بازی‌های المپیک بریتانیایی و متخصص مغز و اعصاب ازدواج کرد. راجر اولین کسی بود که یک مایل را در چهار دقیقه دوید.

## انتشارات

### مشکلات پولی بین‌المللی، ۱۹۶۴
- نخست‌وزیر آمادگی‌های اقتصادی برای صلح (۱۹۱۸)[۴]
- «یادداشت در خصوص مالیه عمومی» جامعه ملل، ژنو. (ویراستار)[۵]
- «سالنامه تسلیحات - اطلاعات عمومی و آماری» لیگ ملل، ژنو. (ویراستار بخش بودجه)[۶]
- «مرگ یک دیپلمات» (پیتر اولدفیلد، نام مستعار پر یاکوبسون و ورنون بارتلت، ۱۹۲۸).
- «قتل کیمیاگری» (پیتر اولدفیلد، نام مستعار پر یاکوبسون و ورنون بارتلت، ۱۹۲۹).
- انجمن بانک «طرح جوان و بانک بین‌المللی» (۱۹۳۰)[۷]
- «پیشرفت‌های پولی در اروپا و مشکلات بازگشت و تبدیل پذیری» (۱۹۵۰)
- «برخی مشکلات پولی - بین‌المللی و ملی» (۱۹۵۸)[۸]
- فصلنامه اسکاندیناوی بانکن. (کارمند ۱۹۴۶–۱۹۵۶)
- «گزارش سالانه». بانک تسویه حساب‌های بین‌المللی، بازل. (مسئول گزارش سالانه ۱۹۳۱–۱۹۵۶)[۵]

## نگارخانه

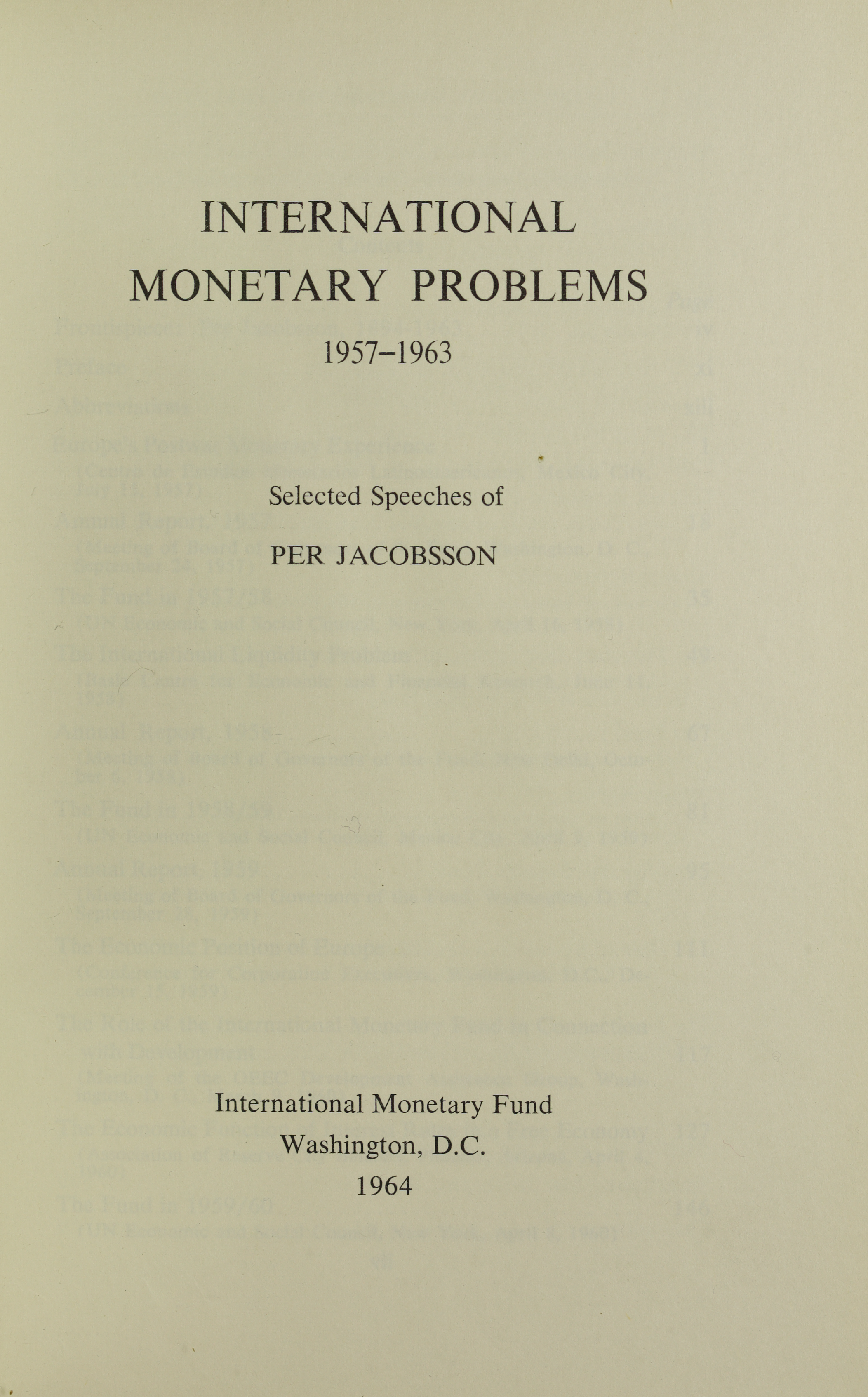
مشکلات پولی بین‌المللی (۱۹۶۴)
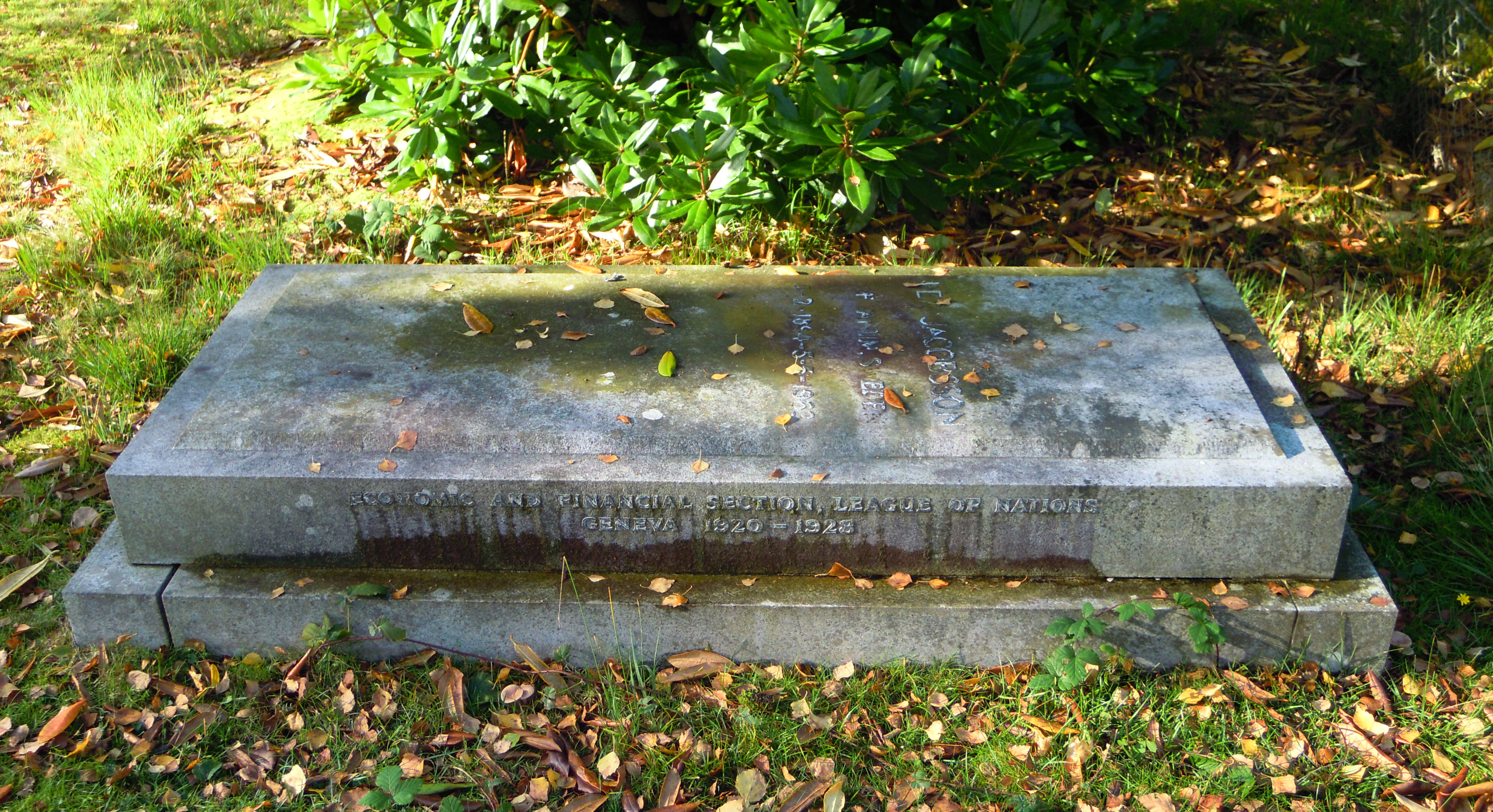
آرامگاه یاکوبسون در قبرستان بروکوود